# Енгиш
Енгиш — река в России, протекает в Бабушкинском районе Вологодской области. Устье реки находится в 70 км по левому берегу реки Юза. Длина реки составляет 28 км, площадь водосборного бассейна 146 км².
Исток Енгиша расположен юго-восточнее нежилой деревни Титово в 16 км к юго-востоку от села Рослятино, центра Рослятинского сельского поселения. Река течёт на северо-запад. Крупнейшие притоки — Еремиха (правый), Прудовка (левый). В верхнем течении на берегах реки нежилые деревни Титово и Карево, среднее течение проходит по ненаселённому лесу, в нижнем течении на реке стоит деревня Жубрино.
Енгиш впадает в Юзу тремя километрами ниже села Рослятино у деревень Лиственка и Полюдово.

## Данные водного реестра
По данным государственного водного реестра России относится к Верхневолжскому бассейновому округу, водохозяйственный участок реки — Унжа от истока и до устья, речной подбассейн реки — Бассей притоков Волги ниже Рыбинского водохранилища до впадения Оки. Речной бассейн реки — (Верхняя) Волга до Куйбышевского водохранилища (без бассейна Оки).
Код объекта в государственном водном реестре — 08010300312110000014719.

### Притоки (км от устья)
- 8,4 км: река Еремиха (пр)
- 10 км: река Прудовка (лв)